# Edgars Rūtiņš
Edgars Rūtiņš (ur. 5 stycznia 1990) – łotewski lekkoatleta specjalizujący się w rzucie oszczepem.
Brązowy medalista mistrzostw świata juniorów młodszych z Ostrawy (2007). Rekord życiowy: 69,40 (25 maja 2008, Windawa).